# James Andrew Fergusson
James Andrew Fergusson, britanski admiral, * 16. april 1871, † 13. april 1942.

## Življenje
Rodil se je Jamesu Fergussonu, 6. baronetu in lady Edith Christian Ramsay. 
Boril se je v drugi burski vojni, kjer se je odlikoval v bojih in bil tudi ranjen. Med prvo svetovno vojno je bil sprva pribočnik kralja Jurija V. in leta 1918 je postal poveljnik 2. eskadre lahkih križark.
Med letoma 1919 in 1920 je bil Lord komisar Admiralitete, med letoma 1924 in 1926 pa poveljnik Severnoameriške in zahodnoindijske postaje.

## Družina
6. novembra 1901 se je poročil z Enid Githo Williams, s katero sta imela štiri hčerke:
- Margaret Edith Fergusson (1903–?),
- Augusta Susan Fergusson (1904–?),
- Jean Anne Fergusson (1908–1979) in
- Anne Mary Fergusson (1919–1999).